# بدر الدين البعلي
بدر الدين أبو عبد الله محمد بن علي بن محمد بن عمر بن يعلى اليونيني البعلي والمعروف اختصارًا بـ ابن أَسْبَاسَلَار (714 – ربيع الأول 778هـ / 1314 – أغسطس [آب] 1376م) فقيه حنبلي ومفتي في بعلبك وله عناية بمؤلفات ابن تيمية.

## نشأته

### اسمه ونسبه
هو: «محمد بن علي بن محمد بن عمر بن يعلى اليونيني البعلي»، ويُكنى بأبي عبد الله ولقبه بدر الدين، وقيل لقبه شمس الدين وإنما لقب بدر الدين يرجع لوالده وهو قول ابن المبرد، وأخطأ بعض العلماء في نسب ابن أسباسلار فذكر ابن المبرد والده باسم حسن والأصوب هو علي لما عليه أكثر المصادر، وأخطأ الزركلي في اسم جد ابن أسباسلار فسماه أحمد بدلًا من محمد لأن في أحد مخطوطات ابن أسباسلار ذكر جده أحمدًا، ولم يصرح الزركلي بالمخطوطة التي ذكرت جد ابن أسباسلار بأحمد إلا أن المحققون الذين حققوا مخطوطات ابن أسباسلار أشاروا أن المؤلف ذكر اسم جده محمدًا وليس أحمد، وعذره المحققان عبد العزيز بن عدنان العيدان وأنس بن عادل اليتامى بالخلط بينه وبين عالم آخر، واشتُهر بانتسابه لجده أسباسلار، واختُلف في تهجئة اسم جده أسباسلار فذكره ابن حجر العسقلاني بصيغتين وأولها: أسبهادر، والثانية: أسلار، في حين صاغ محمد بن عبد الله بن حميد اسمه الباسلار، وباقي المصادر اتفقت على صيغة أسباسلار، وهو اسم أعجمي مركب من لفظين فارسي وتركي إذ أن "أسفه" بالفارسية بمعنى "المقدم" وسلار بالتركية بمعنى "العسكر" فيكون معنى الاسم: «مقدم العسكر»، ورجَّح الشيخ عبد الله بن صالح الفوزان أن هذا معنى الاسم، وأما نسبته "اليونيني البعلي" فاليونيني نسبةً لقرية يونين وهي إحدى قرى بعلبك، وأما البعلي فنسبةً لمدينة بعلبك وهي إحدى مدن الشام وأحيانًا يُنسب الشخص لها بالبعلبكي، وهكذا ذكر النسبة ابن حجر العسقلاني في إنباء الغمر على خلاف الدرر الكامنة التي ذكرها بالبعلي.

### أسرته
لا يُعرف شيء عن أسرة ابن أسباسلار ويبدو أن أسرته كانت مثل الأسر الاجتماعية الأخرى التي تطلب رزقها فلم تساهم في طلب العلم الشرعي مما يفسر غياب ذكرها، وقد أشار ابن المبرد أن والد ابن أسباسلار كان خياطًا يعمل في الخياطة ولقَّبه ببدر الدين، في حين لقبه المجير العليمي بشمس الدين ووصفه بالشيخ.

### مولده
ذكر ابن حجر العسقلاني في إنباء الغمر أن ابن أسباسلار وُلد في سنة 714هـ/1314م، وذكر ابن ظهيرة أن ابن أسباسلار وُلد ببعلبك.

## طلبه للعلم
توجه ابن أسباسلار لطلب العلم الشرعي في سن مبكر فسمع من القطب اليونيني وهو دون العاشرة وأكثر من الرواية عنه، وسمع من الحجَّار المُسنِد، وتفقه على يد ابن عبد الهادي وابن القيم وغيرهما، وبحسب مخطوطة مختصر الفتاوى المصرية فإنه أخذ عن شيخ الإسلام ابن تيمية وصرح بذلك في طرتها.

## مؤلفاته
لم يكن ابن أسباسلار من المكثرين في التأليف وكانت له عناية بكتب ابن تيمية واختصر عدد منها، ومن مؤلفاته:
1. التسهيل
وهو متن مختصر في الفقه الحنبلي وأثنى عليه المجير العليمي قائلًا: «هو من المختصرات النافعة، وعبارته وجيزةٌ مفيدةٌ، وفيه من الفوائد ما لم يوجد في غيره من المُطَوَّلات، وقد أثنى عليه العلماء».[19]
2. شفاء العليل في اختصار إبطال التحليل لابن تيمية
3. مختصر الصارم المسلول على شاتم الرسول ﷺ لابن تيمية
4. المنهج القويم في اختصار الصراط المستقيم لابن تيمية
5. القواعد النورانية مختصر الدرة المضية من فتاوى شيخ الإسلام ابن تيمية

## حياته الشخصية

### أعماله
تولَّى ابن أسباسلار الإفتاء في بلدته، ووُصف بأنه شيخ الحنابلة في بعلبك لرجوعهم إليه في الفتوى.

### صفاته الخَلْقية والخُلُقية
كان ابن أسباسلار طويل القامة وحُسن الشكل ويصبغ شعره بالحنَّاء، وفي خُلقه فإنه كان صبور وكثير الاستحضار للعبادة ومحسنًا لها.

## وفاته
أجمع كل من ترجم له أنه تُوفِي في ربيع الأول من سنة 778هـ/أغسطس (آب) 1376م، إلا ابن العماد فإنه تفرَّد القول بوفاته في سنة 777هـ، ولا يُعرف مكان وفاة ابن أسباسلار ولكن يُرجِّح المجير العليمي أن مكان وفاته في بعلبك.

## ثناء العلماء عليه
- قال ابن حجر العسقلاني (852هـ): «الإمام العلامة البدر، أبو عبد الله، شيخ الحنابلة ببعلبك».[7]
- قال ابن المبرد (909هـ): «الشيخ الإمام العالم العلامة الفقيه الزكي المحصل».[3]
- قال المجير العليمي (928هـ): «الشيخ الإمام، العلَّامة البارع، النَّاقد المحقِّق، أحد مشايخ المذهب».[15]
- قال ابن العماد الحنبلي (1089هـ): «الشيخ الإمام، العلّامة البارع، النّاقد المحقّق، أحد مشايخ المذهب».[2]

## الملاحظات
1. ↑  بحسب المحدد المعياري الدولي للأسماء فإن سنة 714هـ توافق بالميلادي سنة 1314م
2. ↑  حُدِّد التاريخ الميلادي باستخدام محوِّل التاريخ في موقع التقويم الهجري الرسمي للمملكة العربية السُّعودية.

### فهرس المراجع
1. 1 2 3  البعلي (2019أ)، ج. 1، ص. 9.
2. 1 2 3  ابن العماد (1986)، ج. 8، ص. 439.
3. 1 2 3  ابن المبرد (2000)، ج. 1، ص. 144.
4. 1 2  الزركلي (2002)، ج. 6، ص. 286.
5. ↑  [أ] البعلي (2019أ)، ج. 1، ص. 9.
[ب] البعلي (2019ب)، ص. 15.
6. 1 2  البعلي (2019أ)، ج. 1، ص. 10.
7. 1 2  العسقلاني (1972)، ج. 5، ص. 339.
8. 1 2  العسقلاني (1969)، ج. 1، ص. 145.
9. ↑  ابن حميد (1996)، ج. 3، ص. 1016.
10. ↑  القلقشندي (1987)، ج. 6، ص. 6.
11. 1 2  البعلي (2003)، ص. 15.
12. ↑  البعلي (2019ب)، ص. 15.
13. ↑  الحموي (1977)، ج. 1، ص. 453–454.
14. 1 2  ابن المبرد (2000)، ج. 1، ص. 145.
15. 1 2  العليمي (1992)، ج. 1، ص. 559.
16. 1 2 3 4  العسقلاني (1969)، ج. 1، ص. 146.
17. ↑  البعلي (2019أ)، ج. 1، ص. 11.
18. ↑  [أ] البعلي (2003)، ص. 18–19.
[ب] البعلي (2019أ)، ج. 1، ص. 12–13.
[جـ] البعلي (2019ب)، ص. 18–19.
19. ↑  العليمي (1997)، ج. 5، ص. 146–147.
20. ↑  العسقلاني (1972)، ج. 5، ص. 340.
21. ↑  البعلي (2019ب)، ص. 19.
22. ↑  العليمي (1997)، ج. 5، ص. 147.

### بيانات المراجع (مُرتَّبة حسب تاريخ النشر)
- ابن حجر العسقلاني (1969)، إنباء الغُمر بأبناء العُمر، تحقيق: حسن حبشي، القاهرة: المجلس الأعلى للشؤون الإسلامية، OCLC:4770968694، QID:Q123995124
- ابن حجر العسقلاني (1972)، الدرر الكامنة في أعيان المائة الثامنة، تحقيق: كرنكو (ط. 2)، حيدر آباد: دائرة المعارف العثمانية، OCLC:4770895251، QID:Q116944989
- ياقوت الحموي (1977)، معجم البلدان (ط. 1)، بيروت: دار صادر، OCLC:1014032934، QID:Q114913343
- ابن العماد الحنبلي (1986)، شذرات الذهب في أخبار من ذهب، تحقيق: محمود الأرناؤوط، عبد القادر الأرناؤوط (ط. 1)، دمشق، بيروت: دار ابن كثير، OCLC:36855698، QID:Q113580573
- أبو العباس القلقشندي (1987)، صبح الأعشى في صناعة الإنشاء، تحقيق: محمد حسين شمس الدين (ط. 1)، بيروت: دار الكتب العلمية، OCLC:4771215488، QID:Q114763488
- مجير الدين العليمي (1992)، الدر المنضد في ذكر أصحاب الإمام أحمد، تحقيق: عبد الرحمن العثيمين (ط. 1)، السعودية: مكتبة التوبة، LCCN:93966108، OCLC:30776641، OL:23563215M، QID:Q135214208
- محمد بن عبد الله بن حميد (1996)، السحب الوابلة على ضرائح الحنابلة، تحقيق: عبد الرحمن العثيمين، بكر بن عبد الله أبو زيد (ط. 1)، بيروت: مؤسسة الرسالة، OCLC:34604668، OL:53036565M، QID:Q116984045
- مجير الدين العليمي (1997)، المنهج الأحمد في تراجم أصحاب الإمام أحمد، تحقيق: عبد القادر الأرناؤوط، محمود الأرناؤوط، رياض عبد الحميد مراد، إبراهيم صالح، حسن إسماعيل مروة، ياسين محمود الخطيب (ط. 1)، بيروت: دار صادر، OCLC:37921116، OL:52488536M، QID:Q135214231
- ابن المبرد (2000)، الجوهر المنضد في طبقات متأخري أصحاب أحمد، تحقيق: عبد الرحمن العثيمين، الرياض: مكتبة العبيكان، QID:Q116984201{{استشهاد}}:  صيانة الاستشهاد: ref duplicates default (link)
- خير الدين الزركلي (2002)، الأعلام: قاموس تراجم لأشهر الرجال والنساء من العرب والمستعربين والمستشرقين (ط. 15)، بيروت: دار العلم للملايين، OCLC:1127653771، QID:Q113504685
- بدر الدين البعلي (2003)، التسهيل في الفقه على مذهب الإمام الرباني أحمد بن حنبل، تحقيق: عبد الله بن صالح الفوزان (ط. 1)، بيروت: دار ابن حزم، OCLC:956969301، QID:Q135901778
- بدر الدين البعلي (2019). القواعد النورانية في اختصار الدرر المضية: المشهور بـ: مختصر الفتاوى المصرية. تحقيق: عبد العزيز بن عدنان العيدان، أنس بن عادل اليتامى. الكويت: دار ركائز. ISBN:978-603-91199-2-0. OCLC:1419032604. QID:Q135905025.
- بدر الدين البعلي (2019). مختصر الصارم المسلول على شاتم الرسول ﷺ. مراجعة: محمد أجمل الإصلاحي. إشراف: بكر بن عبد الله أبو زيد. تحقيق: علي العمران (ط. 4). الرياض، بيروت: دار عطاءات العلم، دار ابن حزم. ISBN:978-9959-857-88-0. QID:Q135905088.

## وصلات خارجية
- بدر الدين البعلي على موقع المكتبة المفتوحة (الإنجليزية)